# Rigaud (conseil législatif)
Pour les articles homonymes, voir Rigaud.
Ne doit pas être confondu avec Rigaud (division sénatoriale canadienne).
Division du Conseil législatif du Québec
Rigaud est une division du Conseil législatif du Québec ayant existé de 1867 à 1968. Elle est abolie en même temps que le Conseil lui-même.

## Liste des conseillers
| Années | Années      | Conseiller législatif  | Parti           |
| ------ | ----------- | ---------------------- | --------------- |
|        | 1867 - 1888 | Eustache Prud'homme    | Conservateur    |
|        | 1888 - 1898 | Wilfrid Prévost        | Libéral         |
|        | 1898 - 1914 | Joseph Lanctôt         | Libéral         |
|        | 1915 - 1918 | Joseph-Adolphe Chauret | Libéral         |
|        | 1919 - 1922 | Séverin Létourneau     | Libéral         |
|        | 1923 - 1931 | Édouard Ouellette      | Libéral         |
|        | 1932 - 1960 | Victor Marchand        | Libéral         |
|        | 1960 - 1968 | Jean Raymond           | Union nationale |